# Авдюшко, Виктор Антонович
Виктор Антонович Авдю́шко (1925—1975) — советский актёр театра и кино. Народный артист РСФСР (1974).

## Биография
Виктор Авдюшко родился 11 января 1925 года в Москве. Учился в МАИ. Начал сниматься в кино в 1948 году. Окончил Всесоюзный государственный институт кинематографии (1949, мастерская Ю. Я. Райзмана). Работал актёром киностудии «Мосфильм». Внешние данные актёра, присущее ему при некоторой суровости облика особое обаяние определили его амплуа. Его герои — внешне сдержанные и мужественные, но добрые и мудрые люди.
Первая большая работа актёра — роль секретаря райкома Павла Мансурова в фильме М. А. Швейцера «Тугой узел» (1957) по одноимённой повести В. Ф. Тендрякова. Работа в этом фильме дала актёру возможность раздвинуть жёсткие рамки амплуа, расширить творческий диапазон. Однако фильм в том виде на экраны не вышел, и лишь в 1988 году картина была восстановлена и в 1989 году впервые показана по телевидению в первоначальном варианте.
В кино Виктор Авдюшко играл простых русских людей, на которых держится жизнь, причём среди более шести десятков сыгранных им ролей, кажется, не было ни одной отрицательной. Персонажи Авдюшко — это люди, преодолевшие войну, налаживающие мирную жизнь. В ролях Авдюшко скупость и строгость выразительных средств сочетались с глубокой внутренней наполненностью образов.
Самой крупной его работой в кино стала роль в фильме А. А. Алова и В. Н. Наумова «Мир входящему» (1961); Золотая медаль и «Золотой кубок» на Международном кинофестивале в Венеции в 1961 году. Виктор Авдюшко сыграл онемевшего от контузии солдата Ивана Ямщикова. Актёру пришлось строить образ самыми скупыми выразительными средствами — одни глаза выражают состояние души этого человека, обречённого на молчание. Одной из лучших работ актёра считается роль Базарова в фильме «Отцы и дети» (1958).
Среди других работ актёра — роли в фильмах: «„Богатырь“ идёт в Марто» (1954), «Дорога» (1955), «Чудотворная» (1960), «Рабочий посёлок» (1965), «Звёзды и солдаты» (1967). Способность актёра играть разноплановые роли подтвердил образ водолаза Миши в комедии «Тридцать три», где Авдюшко отнюдь не потерялся в ансамбле знаменитых комедийных артистов.
Виктор Авдюшко умер 19 ноября 1975 года от осложнений после воспаления лёгких, полученного на съёмках фильма в тяжёлых условиях. Похоронен в Москве на Ваганьковском кладбище (37 уч.).

## Личная жизнь
Виктор Авдюшко был женат на актрисе Евгении Александровне Тэн, у них родилась дочь Татьяна. В данный момент они проживают в Афинах.
Виктор Авдюшко был также женат на эстонской актрисе Лийне Орловой, известной по фильму «Дикие лебеди» (1988). Их дочь, Мария Авдюшко (1968), родилась и живёт в Таллине. Актриса, продюсер, режиссёр и сценарист. Работала 1990—1992 годы в Молодёжном театре (нынешнее название Городской театр) и 1992—2014 годы в Эстонском драматическом театре. Была замужем за эстонским сценаристом и продюсером Кристианом Таска.
В 1970 году 45-летний Виктор Авдюшко вступил в третий брак с 23-летней Ларисой, художником-гримёром фильма «Когда расходится туман», в котором он тогда снимался. Их дочь Варвара Авдюшко (1974), художник по костюмам (ныне кинопродюсер), вышла замуж за известного кинорежиссёра Тимура Бекмамбетова.

## Фильмография

### Роли в кино
1. 1948 — Молодая гвардия — сотрудник обкома
2. 1949 — Кубанские казаки — коневод
3. 1950 — В мирные дни — водолаз Степан Матвеев
4. 1953 — Вихри враждебные — Ковалёв
5. 1953 — Адмирал Ушаков — эпизод
6. 1953 — Чук и Гек — геолог
7. 1954 — Герои Шипки — солдат русской армии Ознобишин
8. 1954 — «Богатырь» идёт в Марто — Колос, инженер
9. 1955 — Урок жизни — Вася
10. 1955 — Дорога — телеграфист
11. 1956 — Пролог — Фёдор
12. 1957 — Они встретились в пути — Макар Семёнов
13. 1957 — Тугой узел — Павел Мансуров, секретарь райкома
14. 1958 — Искатели солнца[3] (ГДР, нем. Sonnensucher) — Сергей Мельников
15. 1958 — Восемнадцатый год — Иван Гора
16. 1958 — Отцы и дети — Евгений Васильевич Базаров
17. 1958 — Трудное счастье — Серёга Гвозденко
18. 1959 — Всё начинается с дороги
19. 1959 — Хмурое утро — Иван Гора
20. 1960 — Русский сувенир — Спихнулин
21. 1960 — Чудотворная — Кущин, секретарь райкома
22. 1961 — В начале века — Прохор
23. 1961 — Мир входящему — Ямщиков, контуженный солдат
24. 1961 — Наш общий друг — Прохор Никонович Корниец, парторг колхоза «Рассвет»
25. 1962 — Где-то есть сын — матрос
26. 1963 — Вступление — Бобров
27. 1963 — Голый среди волков — Леонид Богорский, военнопленный
28. 1964 — Город — одна улица — Демидов
29. 1964 — Живые и мёртвые — старшина Шестаков
30. 1964 — Строгая игра — Алексей Задорожный
31. 1964 — Пока фронт в обороне
32. 1964 — Обыкновенное чудо — трактирщик
33. 1964 — Где ты теперь, Максим? — Григорьич, отчим Максима
34. 1965 — Тридцать три — водолаз Миша, друг Травкина
35. 1965 — Рабочий посёлок — Григорий Ильич Шалагин
36. 1966 — Прощай — Матвей Подымахин
37. 1966 — Путешественник с багажом — Чистов
38. 1967 — Звёзды и солдаты — матрос
39. 1967 — Житие и вознесение Юрася Братчика — набожный
40. 1968 — В день свадьбы — Николай Ильич, старший брат Нюры
41. 1968 — Освобождение — майор Максимов
42. 1969 — День и вся жизнь — Фёдор
43. 1969 — Песнь о Маншук — Суков
44. 1969 — Странные люди — председатель колхоза
45. 1969 — Сюжет для небольшого рассказа — крестьянин
46. 1970 — Когда расходится туман — Пётр Дьяконов, егерь, бакенщик
47. 1970 — Конец атамана — Николай Петрович Суворов, председатель семиреченского ЧК
48. 1970 — Сердце России — Ведерников
49. 1972 — А зори здесь тихие — помкомвзвода
50. 1972 — Страницы
51. 1972 — У нас на заводе — рабочий Аников
52. 1972 — Человек на своём месте — Василий Иванович Серов, секретарь райкома
53. 1972 — Нам некогда ждать — Фёдор
54. 1973 — И на Тихом океане… — Никита Егорович Вершинин
55. 1975 — Всадник с молнией в руке — Андрей Дмитриевич
56. 1975 — Когда наступает сентябрь — Евгений Викторович, начальник Нунэ
57. 1975 — Рассказ о простой вещи — Семенухин
58. 1975 — Ярослав Домбровский — Озеров
59. 1976 — Пока стоят горы — Валентин Васильевич, начальник учебной части
60. 1977 — Солдаты свободы — маршал Конев

### Озвучивание мультфильмов
- 1964 — Дюймовочка — Жаба-сын

## Признание и награды
- Заслуженный артист РСФСР (1965)
- Народный артист РСФСР (1974)